# Hyparrhenia arrhenobasis
Hyparrhenia arrhenobasis är en gräsart som först beskrevs av Ferdinand von Hochstetter och Ernst Gottlieb von Steudel, och fick sitt nu gällande namn av Otto Stapf. Hyparrhenia arrhenobasis ingår i släktet Hyparrhenia och familjen gräs. Inga underarter finns listade i Catalogue of Life.